# Tarachodes natalensis
Tarachodes natalensis es una especie de mantis de la familia Tarachodidae.

## Distribución geográfica
Se encuentra en  Natal en (Sudáfrica).